# Полонська волость
Полонська волость — історична адміністративно-територіальна одиниця Новоград-Волинського повіту Волинської губернії Російської імперії. Волосний центр — містечко Полонне.
З 1921 року входила до складу Полонського повіту.
Станом на 1885 рік складалася з 11 поселень, 10 сільських громад. Населення — 12618 особа (6244 чоловічої статі та 6374 — жіночої), 902 дворових господарств.
|                     | Площа, десятин | У тому числі орної, дес. |
| ------------------- | -------------- | ------------------------ |
| Сільських громад    | 8200           | 6241                     |
| Приватної власності | 12473          | 2396                     |
| Казенної власності  | —              | —                        |
| Іншої власності     | 1580           | 296                      |
| Загалом             | 22253          | 8933                     |

Основні поселення волості:
- Полонне — колишнє власницьке містечко на річці Хоморі, 2168 осіб, 543 двори, православних церков — 8, костел, синагог — 3, єврейських молитовних будинків — 8, поштова станція, школа, 26 постоялих дворів, 120 лавок, базари по середах і неділях, 6 водяних млинів, 2 шкіряних заводи. За 2 версти — залізнична станція.
- Карпівщина — колишнє власницьке село, 226 осіб, 23 дворів, православна церква.
- Ново-Полонне — колишнє власницьке село, 1334 осіб, 140 дворів, православна церква, два ярмарки, 6 шкіряних заводів.